# Parazumia symmorpha
Parazumia symmorpha är en stekelart som först beskrevs av Henri Saussure 1855.  Parazumia symmorpha ingår i släktet Parazumia och familjen Eumenidae. Inga underarter finns listade i Catalogue of Life.